# Р188 (автодорога)
14К-9 (ранее Р188) — автомобильная дорога регионального значения, связывающая Старооскольский, Чернянский и Новооскольский районы Белгородской области. Протяженность дороги — 76 километров.
Начинается трасса 14К-9 в городе Старый Оскол, где имеется выход к проходящей через город автомобильной дороге Р190 Короча — Старый Оскол — Горшечное и, продвигаясь на юг Белгородской области, проходит села Обуховка, Казачок и Волоконовка.
В поселке Чернянка, в маршрут пересекается с дорогой Короча — Чернянка — Красное. После чего пройдя в южном направлении еще примерно 18 километров, трасса 14К-9 заканчивается в городе Новый Оскол выходом к трассе Р185 Белгород — Россошь и автодороге Р187 Новый Оскол — Ровеньки, а также к местной дороге Новый Оскол — Нов. Безгинка. Маршрут Старый Оскол — Чернянка — Новый Оскол проходит по равнинной местности, участки с сельскохозяйственными полями сменяются лесными хвойными массивами.
Местность, по которой проходит маршрут, относится к умеренно континентальной климатической зоне, где довольно мягкая зима с оттепелями и снегопадами, а лето продолжительное и довольно влажное и теплое. Трасса 14К-9 стандартной ширины, имеет хорошее асфальтобетонное покрытие. На всем протяжении пути отсутствуют крутые повороты и участки с ограниченной видимостью, а также крутые спуски и затяжные подъемы.
Для этого непродолжительного маршрута вполне достаточно мест для отдыха, автозаправок и кафе. В основном они сосредоточены в Старом Осколе и Новом Осколе.
Трафик на этом маршруте средний и большую его часть составляет грузовой автотранспорт. На выезде из крупных населенных пунктов и в местах пересечения с региональными трассами могут нести свою службу передвижные посты ГИБДД.